# 相反多項式
初等代数学における相反多項式（そうはんたこうしき、英: reciprocal polynomial）または反転多項式（はんてんたこうしき、英: reflected polynomial）は、本質的に与えられた多項式の係数を元と逆順にして得られる多項式である。線型代数学において相反多項式は逆行列の特性多項式として自然に現れる。

## 定義
任意の体に係数を持つ多項式 p が
{\displaystyle p(x)=a_{0}+a_{1}x+a_{2}x^{2}+\cdots +a_{n}x^{n}}
で与えられるとき、その相反多項式 p* または pR は
{\displaystyle p^{*}(x):=a_{n}+a_{n-1}x+\cdots +a_{0}x^{n}=x^{n}p(x^{-1})}
で定義される。
多項式 p が複素数に係数をとる特別の場合には、多項式
{\displaystyle p(z)=a_{0}+a_{1}z+a_{2}z^{2}+\cdots +a_{n}z^{n}}
に対する共軛相反多項式 p† が
{\displaystyle p^{\dagger }(z):={\bar {a}}+{\bar {a}}_{n-1}z+\cdots +{\bar {a}}_{0}z^{n}=z^{n}\,{\overline {p({\bar {z}}^{-1})}}}
として定義される。ただし、複素数 w に対して w はその複素共軛を表す。紛れの虞の無い場合には、これを単に相反多項式と呼ぶこともある。
多項式 p が自己相反であるとは、p = p* が成り立つときにいう。共軛相反の意味での自己相反多項式の係数は、必ずすべて実数でなければならない。

## 性質
相反多項式と元の多項式を結び付ける性質は幾つかあるが、例えば
1. p(x) = xn⋅p*(x−1)[3]
2. α が多項式 p の根ならば α−1 は p* の根であり、逆もまた然り[5]。
3. p(x) ≠ x なる多項式 p が既約であることと、p∗ が既約であることとは同値[4]。
4. p が原始多項式となる必要十分条件は p* が原始的となることである[5]。

ほかに相反多項式自身に関する性質としては例えば
- 自己相反多項式が既約ならばその次数は偶数でなければならない[4]（同じことだが、奇数次の自己相反多項式は可約である）。

## 自己相反性と反自己相反性
自己相反多項式は、それを昇冪あるいは降冪の順に表すときその係数が回文となるから、p は回文多項式と呼ばれる（回文多項式の根を記述する方程式は相反方程式（対称方程式）と言う）。すなわち、次数 n の多項式 {\displaystyle P(x)=\sum _{i=0}^{n}a_{i}x^{i}} が回文的であるとは、ai = an−i (∀i = 0, 1, …, n) を満たすときに言う。
同様に n-次多項式 P が反回文的 (antipalindromic) あるいは反自己相反であるとは、ai = −an−i (∀i = 0, 1, …, n) を満たすときに言う。これはP(x) = –P*(x) とも書ける。

### 例
二項係数の性質により、二項冪 P(x) = (x + 1)n は任意の自然数 n に対して自己相反である。他方 Q(x) = (x – 1)n は n が偶数のとき自己相反で n が奇数のとき反自己相反になる。
他の例としては円分多項式やオイラー多項式を挙げることができる。

### 性質
- 与えられた多項式が自己相反または反自己相反のとき、a がその根であるならば 1/a もそうであり、それらの重複度も等しい[8]。逆もまた成り立つ: 与えられた多項式が、a がその根ならば 1/a もまた重複度の等しい根となるという性質を満たすならば、その多項式は自己相反または反自己相反である。
- 任意の多項式 q に対し、q + q* は自己相反であり、q − q* は反自己相反である。任意の多項式 q は自己相反多項式と反自己相反多項式との和として書ける[9]。
- ふたつの自己相反多項式同士または反自己相反多項式同士の積は自己相反である。
- 一つの自己相反多項式と一つの反自己相反多項式との積は反自己相反になる。
- 奇数次の自己相反多項式は x + 1 で割り切れる（つまり –1 を根に持つ）。そのとき x + 1 で割った商は（偶数次の）自己相反多項式になる。
- 反自己相反多項式は x – 1 で割り切れる（つまり 1 を根に持つ）。そのとき x – 1 で割った商は自己相反である。
- 偶数次の反自己相反多項式は x2 – 1 で割り切れ（つまり ±1 を根に持ち）、その商は自己相反である。
- 自己相反多項式 p(x) の次数が偶数（それを 2d とする）を持つならば、次数 d の多項式 q が存在して p(x) = xd⋅q(x + 1/x) と書ける[10]。
- 奇標数の体 k 上の偶数 2d-次モニック反自己相反多項式 p(x) は、定数項を持たない d-次多項式 Q を用いて p(x) = xd (Q(x) − Q(1/x)) と一意的に書ける[11]。
- 反自己相反多項式 P の次数が偶数 2n であるとき、「中央」係数（つまり n-次の係数）は必ず 0 である（定義により、an = −a2n–n だから）。

### 実係数の場合
実係数多項式でその根がすべてガウス平面上の単位円上に載っている（つまりすべての根が絶対値 1（単模）である）ようなものは、自己相反であるかさもなくば反自己相反であるかの何れかである

## 複素係数の場合
多項式 p が自己（共軛）相反的であるとは、p(z) ≡ p†(z) を満たすことを言う。単位円上の適当なスケール因子 ω に対して p(z) ≡ ωp† を満たすならば自己反転的 (self-inversive) という。
p(z) が |z0| = 1 かつ z0 ≠ 1 なる複素数 z0 の実係数最小多項式ならば p(z) は自己相反である。実際、
{\displaystyle p^{\dagger }(z_{0})=z_{0}^{n}\,{\overline {p(1/{\bar {z}}_{0})}}=z_{0}^{n}\,{\overline {p(z_{0})}}=z_{0}^{n}\,{\bar {0}}=0}
が成り立つから z0 は p†(z) の根で、これは n-次だから最小多項式の一意性により適当な定数 c を以って
{\displaystyle cp(z)=p^{\dagger }(z)\quad ({\text{i.e. }}ca_{i}={\bar {a}}_{n-i}=a_{n-i})}
が成り立つが、ここで i = 0 から n までの和を取れば、1 が p の根でなかったことと合わせて c = 1 を得る。
この帰結として、n > 1 に対する円分多項式 Φn は自己相反であることが分かる。これは x11 ± 1, x13 ± 1, x15 ± 1, x21 ± 1 の形の数に対して、それぞれ次数が 5, 6, 4, 6（x の冪指数のオイラー数 φ がそれぞれ 10, 12, 8, 12 であることに注意）であるような多項式を用いて代数的因数が得られることを用いて因数分解する特殊数体篩法に用いられる。

## 符号理論における応用
相反多項式は巡回誤り訂正符号の理論に用いられる。xn − 1 が二つの多項式の積に分解されると仮定して、それを xn − 1 = g(x)p(x) と書く。g(x) が巡回符号 C を生成するとき、その相反多項式 p∗(x) は双対符号 C⊥ を生成する。また、C が自己直交（つまり C ⊆ C⊥）であるための必要十分条件は p∗(x) が g(x) を割り切ることである。